# 프랑코수쿠스
프랑코수쿠스(학명:Francosuchus broilii)는 악어목 피토사우루스과에 속하는 악어이다. 지금은 멸종된 악어로 전체적인 몸길이가 4~6m인 거대한 악어에 속한다.

## 특징
프랑코수쿠스는 거대하게 확장된 두개골과 넓직한 부분 뼈를 가진 것이 특징인 악어이다. 수중의 생활에 적합하도록 발이 물갈퀴의 모습을 하고 있으며 뒷다리가 앞다리보다 더 길다. 또한 부분의 두개골은 홀로타입으로 알려져 있다. 양턱에는 날카로운 이빨들이 총 20개~25개가 나 있으며 이것을 통해 먹이를 붙잡고 자르거나 씹는 용도로 사용을 했을 것으로 추정이 된다. 먹이로는 당대에 서식했던 물고기, 갑각류와 같은 육식성의 먹이와 양치식물과 같은 초식성 먹이들을 모두 섭이했을 잡식성의 악어로 추정이 된다.

## 생존시기와 서식지와 화석의 발견
프랑코수쿠스가 생존하던 시기는 중생대의 트라이아스기 후기로서 지금으로부터 2억년전~1억 8천만년전에 서식했던 악어이다. 생존했던 시기에는 유럽을 중심으로 하는 강과 호수에서 주로 서식했던 악어가 된다. 화석의 발견은 1933년에 유럽의 트라이아스기에 형성된 지층에서 독일의 고생물학자인 오스카 쿤에 의해 최초로 화석이 발견되어 새롭게 명명된 종이다.

## 같이 보기
- 악어
- 중생대
- 트라이아스기
- 파충류
- 화석